# Pailhès (Hérault)
Pailhès é uma comuna francesa na região administrativa de Occitânia, no departamento de Hérault. Estende-se por uma área de 6 km². Em 2010 a comuna tinha 582 habitantes (densidade: 97 hab./km²).